# Condé-lès-Herpy
Condé-lès-Herpy – miejscowość i gmina we Francji, w regionie Grand Est, w departamencie Ardeny. Nazwa miejscowości pochodzi od dawnego, wymienianego w zabytkach galijskich Condate, co zapewne oznaczało "spływ, zlanie się rzek" i stanowiło synonim wobec Coblenz i Quimper (por. Quimperlé); położenie tylko dwóch spośród francuskich miejscowości o nazwie lub członie nazwy Condé nie jest zgodne ze wspomnianym znaczeniem nazwy.
Według danych na rok 1990 gminę zamieszkiwały 172 osoby, a gęstość zaludnienia wynosiła 15 osób/km².